# Comportamiento de Agelaius phoeniceus
El tordo sargento (Agelaius phoeniceus) es un ave perteneciente a la familia de los ictéridos, dentro del orden de los paseriformes, con un comportamiento territorial, poligínico, gregario, migratorio de corta distancia y omnívoro (principalmente granívoro-insectívoro). Su manera de volar es característica, con raptos de rápido batimiento de alas, entre los cuales se producen pequeñas pausas intermitentes, lo que da lugar a un movimiento un tanto ondulante. El comportamiento de los machos hace que su presencia sea fácilmente percibida: se posan en lugares altos —árboles, arbustos, cercas, líneas de teléfono, etc.— y cantan durante todo el día. Las hembras suelen quedarse en lo bajo, merodeando entre la vegetación y construyendo sus nidos. Puede encontrárseles en jardines hogareños, particularmente durante su migración, si se han esparcido semillas sobre el suelo. Las cortinas forestales les sirven de lugar de descanso durante el día.

## Gregarismo y ciclo anual

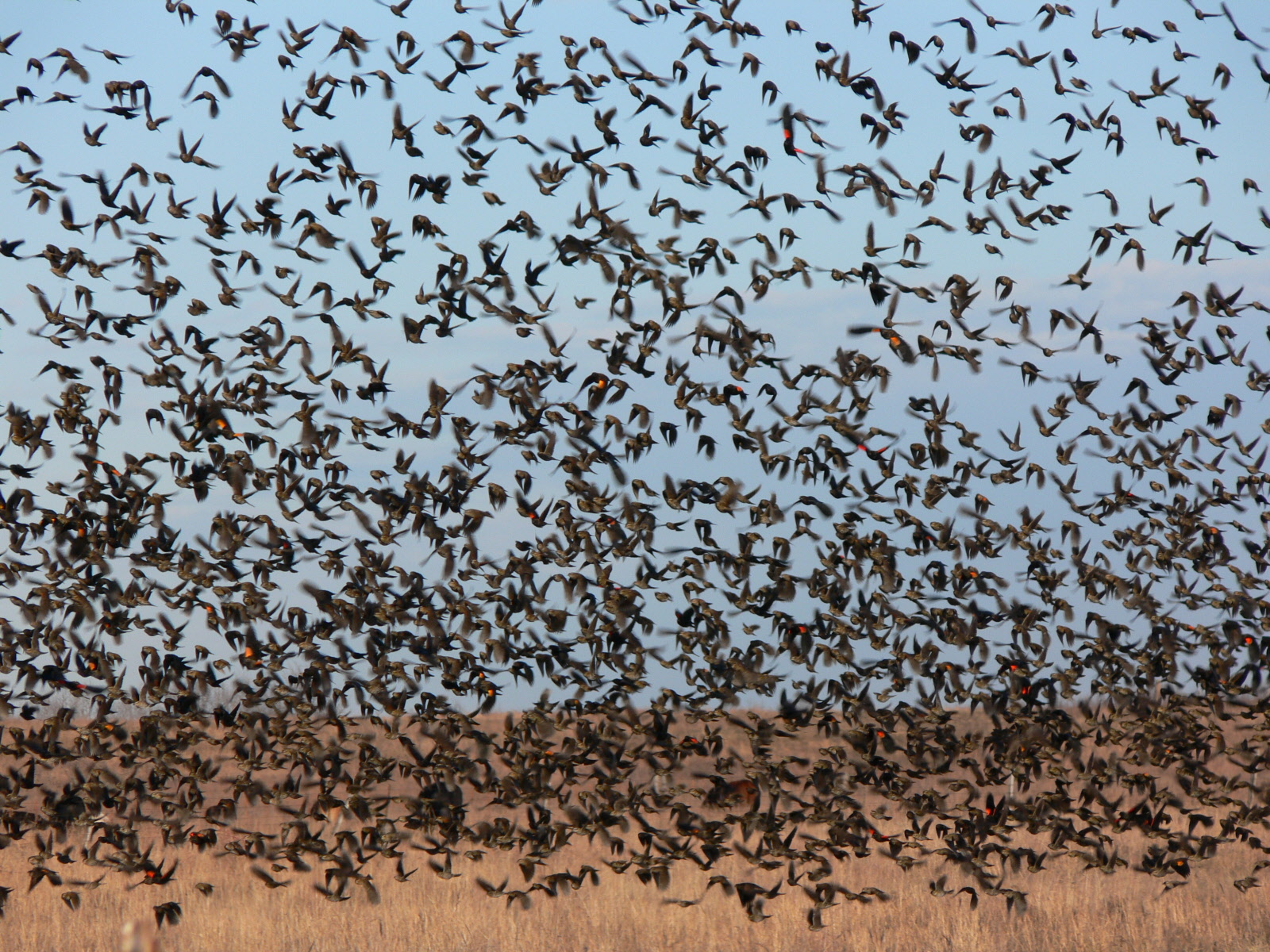
Bandada de tordos sargento en Kansas.

A menudo migran en bandadas de mil individuos o más. Descansan y se alimentan comunalmente en altas densidades durante todo el año, excepto por los dos meses en los que algunos miembros de la población están criando a sus polluelos. En verano, duermen en pequeñas cantidades en los humedales donde se reproducen. Durante el período de muda, descansan en pantanos y se alimentan allí de semillas de plantas acuáticas; también hacen incursiones en campos con granos de cultivo cercanos. En muchas de las áreas en donde se concentran a fines del verano, las poblaciones de tordos sargento congregadas están compuestas mayormente de aves que se han reproducido localmente y su descendencia. En los sitios de descanso comunal, los tordos sargento machos de mayor edad son dominantes respecto de los que han nacido ese mismo año y ocupan lugares centrales en la vegetación densa, en donde el riesgo de depredación es menor.
Las bandadas consisten en formaciones ordenadas que se arremolinan y doblan al unísono, pero los individuos cambian constantemente su posición dentro de las mismas, ascendiendo y descendiendo más o menos independientemente. Los enormes grupos que viajan a través de los estados sureños en otoño e invierno son los más impresionantes. En esa época pueden verse bandadas de al menos treinta mil aves.
Los tordos sargento saltan rápidamente sobre el suelo cuando intentan seguirle el paso a una bandada alimentándose. El grupo avanza constantemente a medida que se alimenta: todos sus miembros se mueven en la misma dirección. Por momentos, los que están atrás vuelan sobre la bandada y se posan al frente de la horda para luego continuar comiendo; esto sucede una y otra vez, lo que da la impresión de una gran nube rodante de aves negras. Cuando llegan al límite del campo, montan vuelo en conjunto y se posan en las copas de los árboles para descansar, o bien se abalanzan sobre otro campo.

### Primavera y verano

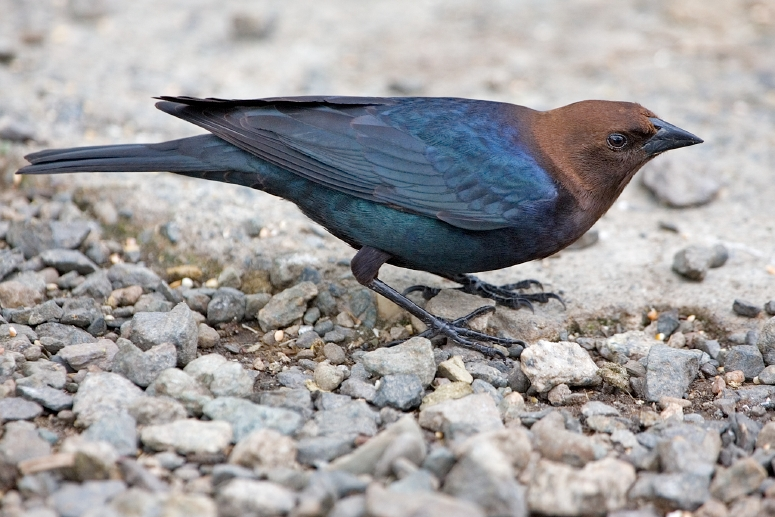
Tordo cabecicafé (Molothrus ater) macho. Se trata de una de las especies con las que los tordos sargento comparten sus dormideros.

Durante varias semanas después de su primera aparición a comienzos de la primavera, los tordos sargento son vistos generalmente en grupos compuestos íntegramente por machos. Por esos días, rara vez se los observa en sus sitios de reproducción, excepto temprano en la mañana y en las últimas horas de la tarde. En la mayoría de las restantes horas del día, frecuentan terrenos agrícolas abiertos y a menudo elevados, en donde se alimentan principalmente en rastrojos de granos y campos cubiertos con hierbas. Cuando son molestados mientras comen, vuelan a los árboles caducifolios más cercanos e inmediatamente después de posarse comienzan a cantar.
Si bien los enormes dormideros de otoño e invierno del tordo sargento y otras especies de aves son bien conocidos, menos atención se le ha prestado a los dormideros de principios del verano de machos únicamente que se forman mientras las hembras están atareadas con la nidificación. Algunas de las bandadas que vuelan a estos dormideros contienen cien individuos o más, mientras que otras están compuestas de solo ocho o diez machos.

### Período postreproductivo e invierno

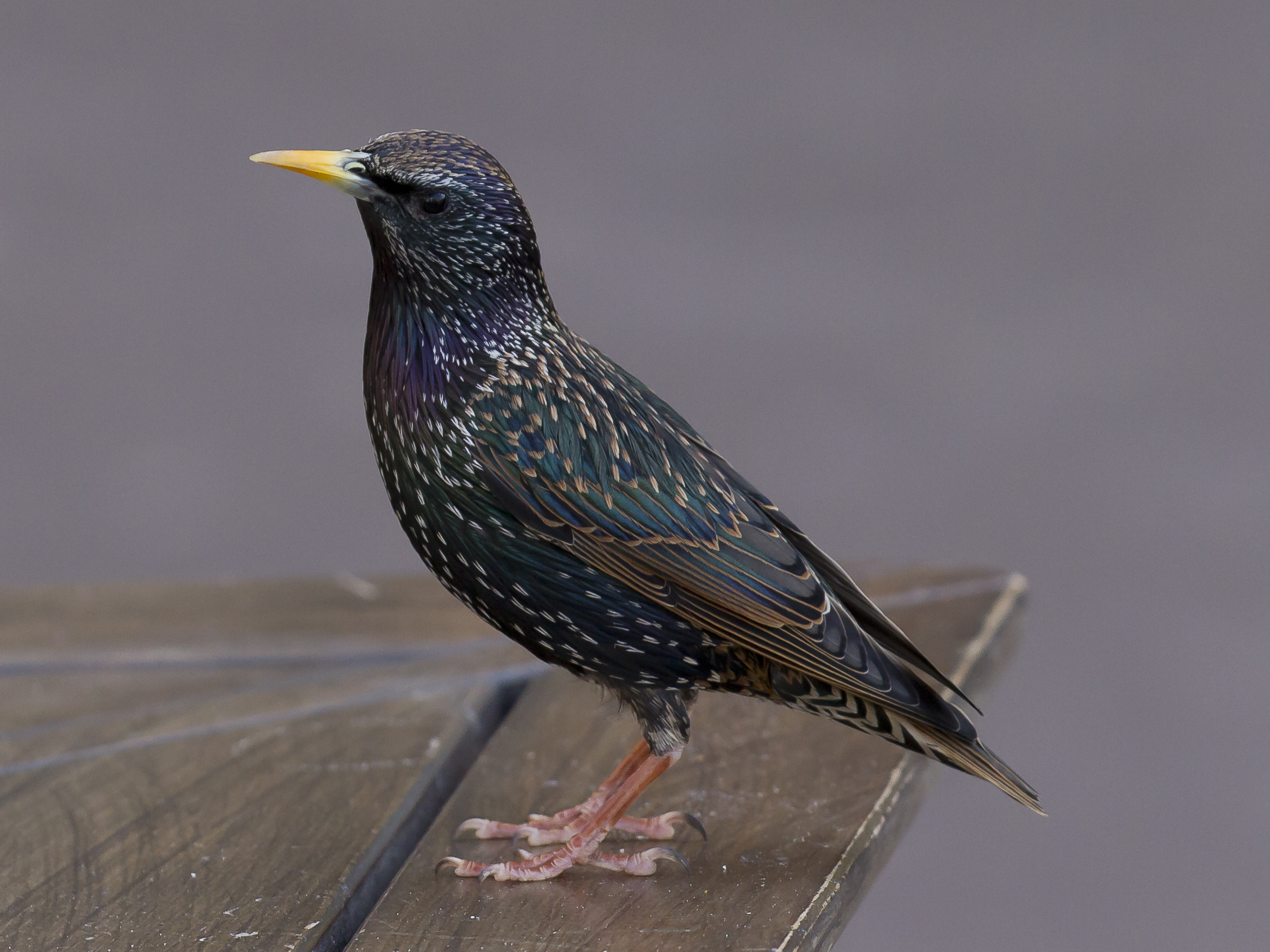
Estornino pinto (Sturnus vulgaris). Se trata de una de las especies con las que los tordos sargento comparten sus dormideros.

A finales del verano y principios del otoño, se les encuentra alimentándose en campo abierto junto a otros ictéridos —comúnmente zanates norteños (Quiscalus mexicanus) y tordos cabecicafé (Molothrus ater)— y estorninos pintos (Sturnus vulgaris) en grupos que pueden alcanzar los miles de individuos; también se congregan con tordos canadienses (Euphagus carolinus) y charlatanes (Dolichonyx oryzivorus). Para fines de julio aún en su área de distribución reproductiva y luego ya en sus cuarteles de invernada, se reúnen en dormideros de entre algunos cientos y varios millones de individuos de varias especies, que cada mañana se disgregan y se alejan hasta 32 km para alimentarse. Estas aves dejan los dormideros postreproductivos poco después de la salida del sol para dirigirse a las áreas de alimentación. Se alimentan con mayor intensidad temprano en la mañana y tarde en la tarde.
Una vez que los polluelos de la segunda nidada se han convertido en fuertes voladores en algún punto en julio, las hembras y los jóvenes se congregan en bandadas que se alimentan en las tierras altas durante el día y regresan a los pantanos para descansar por la noche. Los machos adultos forman grupos separados y siguen el mismo plan. A principios de agosto, todos los tordos sargento parecen desaparecer durante el período de muda y no se muestran mucho hasta mediados de septiembre o más adelante, cuando resurgen con sus plumajes nuevos y listos para migrar.

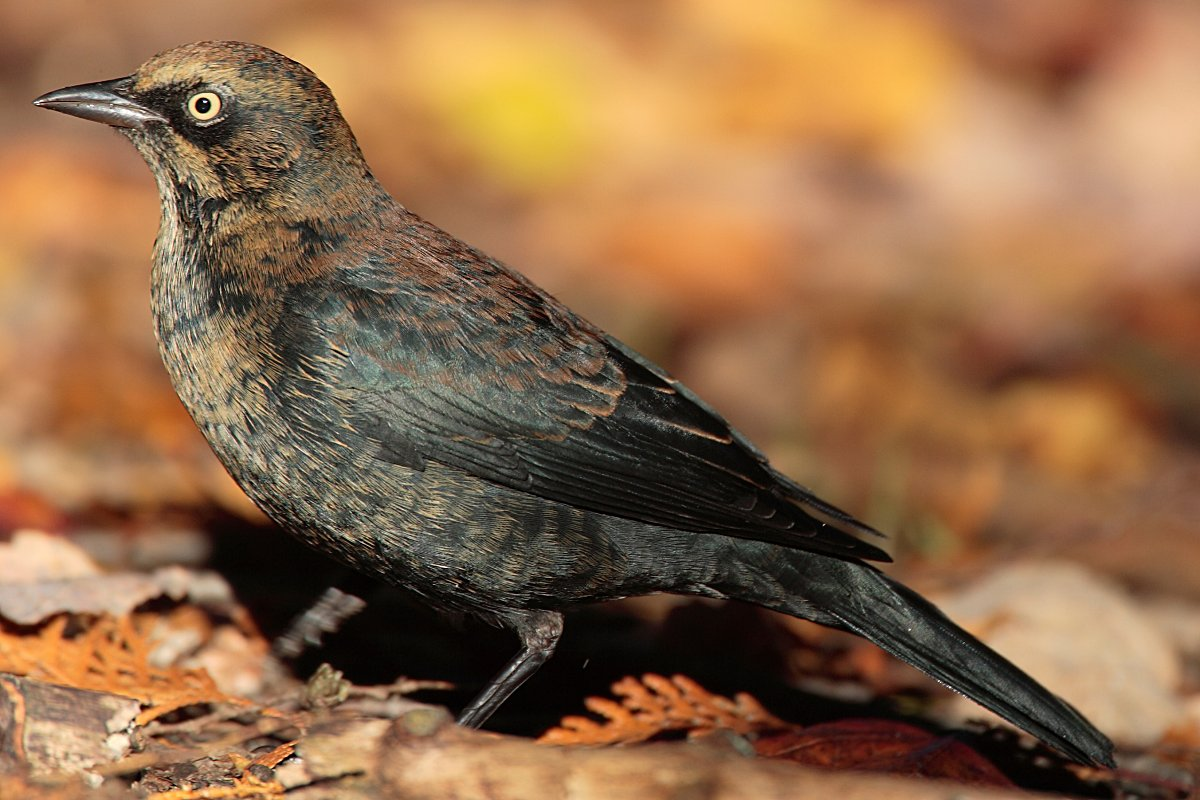
Tordo canadiense (Euphagus carolinus). Se trata de una de las especies con las que los tordos sargento comparten sus dormideros.

Según el ornitólogo Arthur Augustus Allen, los machos adultos, que comienzan a mudar unas dos semanas antes que las hembras y los juveniles, son los primeros en desaparecer, y poco después son seguidos por aquellos. Para el observador casual, habrán desaparecido completamente. Ya no se los verá abandonando el pantano en la mañana o regresando por la tarde. No se dejarán ver en los estanques, arroyos y orillas de lagos. Sin embargo, si en ese momento uno penetra en el corazón del pantano, allí donde los Iris se mecen a 1,2 o 1,5 m sobre la cabeza, podrá escuchar el movimiento de alas adelante a medida que una bandada monta vuelo y desciende nuevamente sobre los Iris a poca distancia. Quizá uno escuche esto una y otra vez y aun así nunca aviste un ave debido a la densidad del matorral de Iris. Además de la evidente falta de las plumas de la cola, las vainas de las rémiges primarias exteriores apenas estarán abriéndose. Debido a estas minusvalías, los largos vuelos a las tierras altas son dejados de lado y las aves buscan protección refugiándose en el pantano.

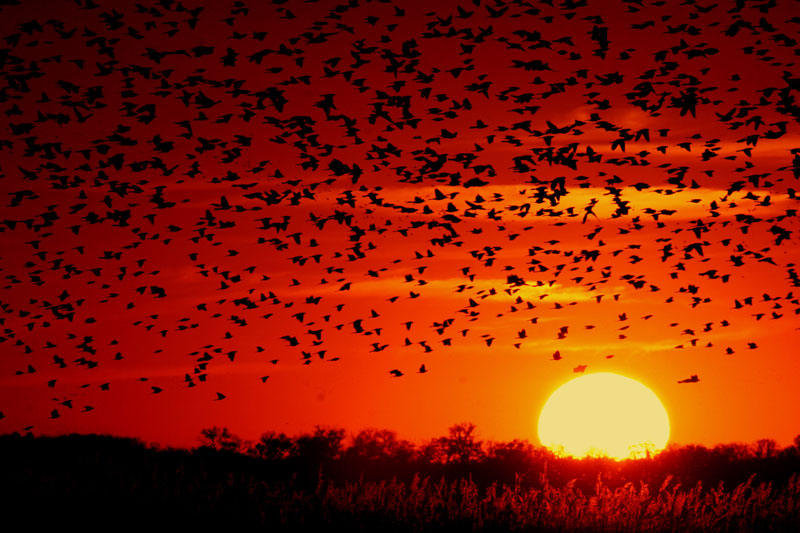
Bandada en el crepúsculo en el Quivira National Wildlife Refuge (Kansas).

Alrededor de mediados de septiembre, los machos reaparecen en las tierras altas, unas dos semanas antes que las hembras y los juveniles. La migración propiamente dicha comienza hacia mediados de octubre. En ese momento, los vuelos desde y hacia el pantano por la mañana y al atardecer son muy regulares. A partir de unos cuarenta y cinco minutos antes de la puesta del sol y hasta una media hora después de ello, los tordos sargento pueden ser observados en grupos de desde diez a mil individuos descendiendo constantemente sobre el pantano. En la puesta del sol se aprecia la mayor cantidad de aves en vuelo. Los vuelos de la mañana no son tan regulares como los del atardecer y se extienden a lo largo de un lapso más breve. Comenzando unos pocos minutos antes de la salida del sol, las bandadas pueden ser vistas en el aire continuamente por unos treinta minutos. Varían en número desde unos pocos hasta más de diez mil aves. Con respecto al método de segregación, un solo macho o un pequeño grupo de ellos, al encontrarse en una bandada de hembras, abandona su posición y espera la aparición de una bandada de individuos de su mismo sexo o hasta que sus propios números hayan aumentado lo suficiente como para formar un grupo de cierto tamaño, y entonces vuelven a montar vuelo. La migración de otoño se prolonga hasta mediados de noviembre. Las últimas aves observadas son por lo general bandadas dispersas de hembras.
Sus hábitos en invierno son similares a los de los meses de otoño, cuando vuelan en grandes grupos mixtos en compañía de tordos cabecicafé, tordos canadienses, zanates norteños y estorninos pintos. Si bien los tordos sargento son vistos por lo general sobre el suelo durante el invierno, a menudo se los observa posados en robles (Quercus spp.) bajos, pinos (Pinus spp.) jóvenes e incluso eucaliptos (Eucalyptus spp.) altos, apiñados en grupos compactos en las copas.

## Alimentación

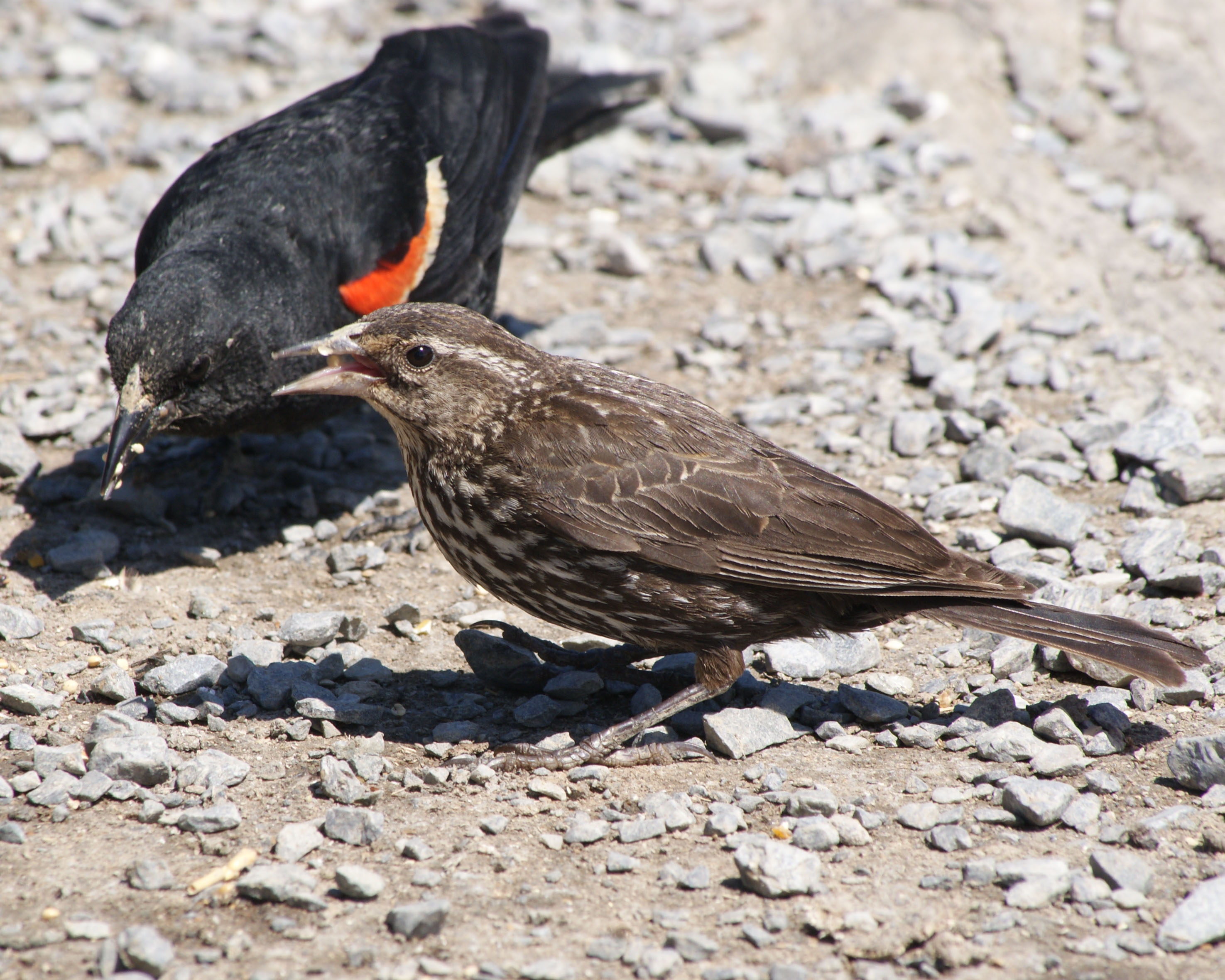
Macho y hembra alimentándose en el George C. Reifel Migratory Bird Sanctuary (Columbia Británica).

Esta especie es omnívora, aunque los insectos y las semillas constituyen la mayor parte de su dieta. Se alimenta principalmente de productos vegetales —particularmente en otoño e invierno—, tales como semillas de hierbas y granos (maíz, arroz, trigo, girasol, etc.), pero alrededor de un cuarto de su alimentación —y significativamente más durante la temporada reproductiva— consiste en insectos y otros animales pequeños. Consume mayormente insectos como odonatos, lepidópteros y dípteros, pero también caracoles, ranas, huevos, carroña, lombrices, arácnidos y miriápodos. Consigue sus presas entre las plantas o atrapándolas en vuelo. A veces las obtiene explorando la base de plantas acuáticas con su pico delgado, abriendo orificios para llegar a los insectos escondidos adentro. Los insectos acuáticos, particularmente los odonatos emergentes, son de gran importancia en la dieta de los tordos sargento que se reproducen en pantanos. Estas aves típicamente capturan a los odonatos cuando las larvas trepan desde el agua por el tallo de una planta, se deshacen de sus exuvias y se aferran a la vegetación mientras sus exoesqueletos se endurecen. Los años de emergencia de las cigarras periódicas (Magicicada spp.) proporcionan una cantidad superabundante de alimento. En temporada, come además arándanos, moras y otras frutas. Según Edward Howe Forbush, cuando llegan al norte en la primavera, se alimentan en los campos y prados. Luego, siguen a los arados, recogiendo larvas, lombrices y orugas dejadas al descubierto, y en caso de haber una plaga de orugas de Paleacrita vernata en un huerto de frutales, estas aves volarán un kilómetro para conseguirlas para sus polluelos. Se los puede encontrar alimentándose en expendedores de semillas en jardines.

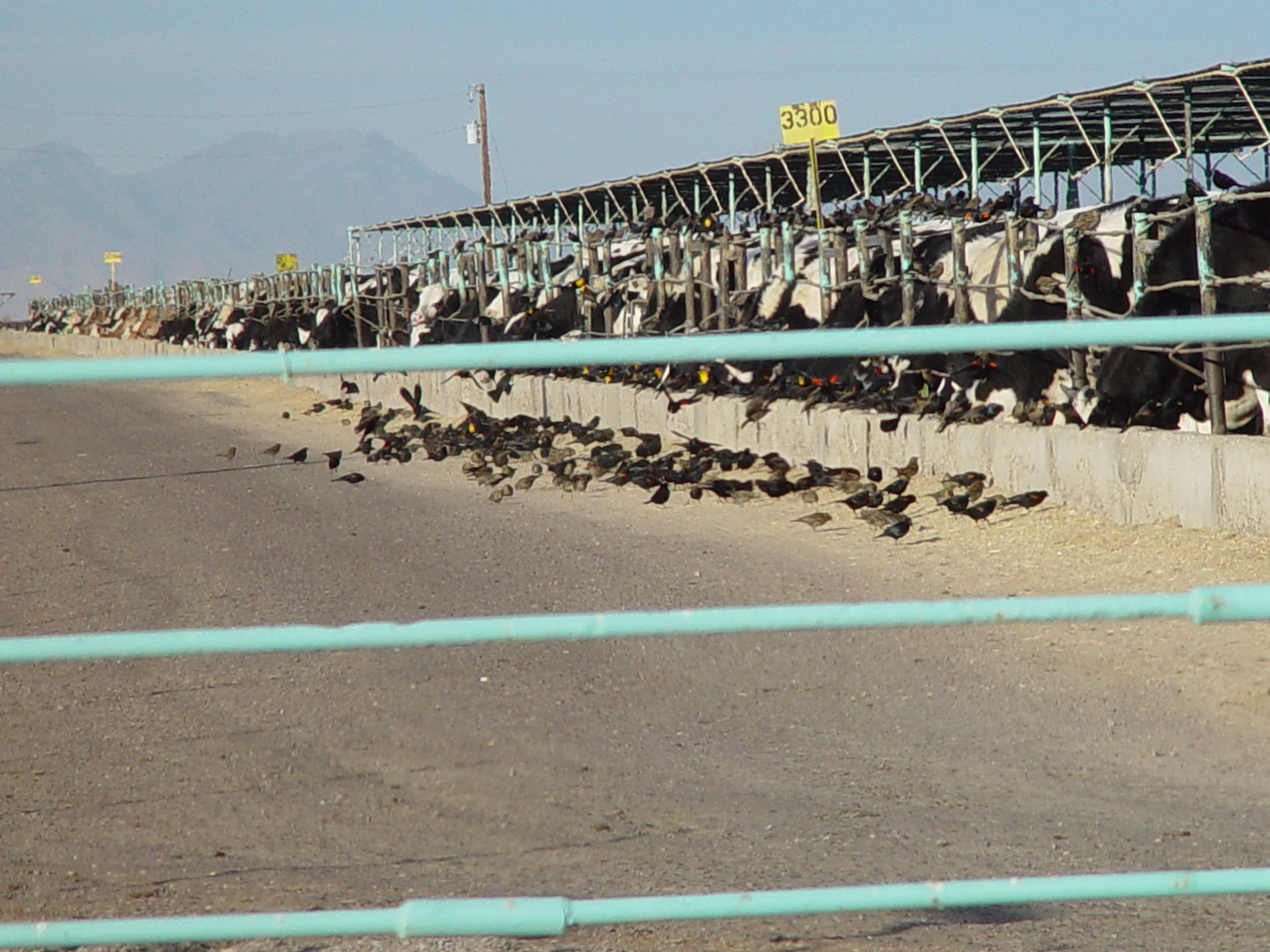
Tordos sargento alimentándose en un feedlot.

Se alimenta de maíz mientras este se encuentra en proceso de maduración; una vez que el grano se ha endurecido está relativamente a salvo de esta ave, puesto que su pico y sistema digestivo no están adaptados para el consumo de granos de maíz duros y enteros, a diferencia de lo que sucede con el zanate norteño (Quiscalus quiscula), que tiene un pico más largo y fuerte. Estudios de los estómagos de individuos de ambos sexos revelan que los machos consumen mayores proporciones de granos de cultivo, mientras que las hembras ingieren una cantidad relativamente mayor de semillas de hierbas y materia animal. En el invierno de 1975-1976, en las cercanías de Milan (oeste de Tennessee), el maíz y las semillas de hierbas constituyeron los principales alimentos consumidos por los tordos sargento. Las hierbas cuyas semillas eran comúnmente consumidas eran Sorghum halepense, Xanthium strumarium, Digitaria ischaemum, Sporobolus spp., Polygonum spp. y Amaranthus spp.

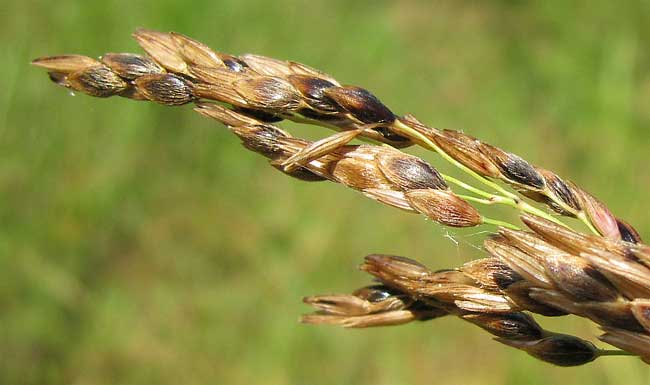
Semillas de sorgo de Alepo (Sorghum halepense), importante fuente de alimento para la especie.

En ocasiones, recurren a los árboles para buscar alimento. Examinan el follaje de los tilos (Tilia spp.) en busca de orugas, saltando de rama en rama. Se han observado individuos haciendo un pequeño vuelo para capturar una oruga ubicada del lado inferior de una hoja mientras el ave permanecía suspendida en el aire. También consumen las semillas de árboles como el fresno blanco americano (Fraxinus americana), formando pequeñas bandadas compuestas por aves de ambos sexos en estos árboles. Tras alcanzar una de las sámaras, el ave la presiona contra la rama sobre la que está posada y de esta manera se deshace del «ala» de la semilla o quizá incluso la pela. Parecen ser incapaces de cortar el ala solo con el pico, sin la ayuda de una rama sólida.
Durante la temporada reproductiva, tanto machos como hembras suelen alimentarse fuera de sus territorios. En un estudio en el sudoeste de Míchigan, las hembras pasaban el 40% de su tiempo buscando alimento entre los tallos de totoras (Typha spp.) cerca de sus nidos, el 48% de su tiempo buscando alimento fuera del territorio en campos de alfalfa adyacentes y el restante 12% atendiendo sus nidos. A fines del verano, requieren abundancia de alimento porque están atravesando una muda completa de sus plumas y almacenando reservas de energía para su migración de otoño al sur. Esta demanda de energía adicional coincide con el período de mayor abundancia de tordos sargento —dada la reciente finalización de la temporada reproductiva— en el momento en el que el maíz está madurando.

### Estudios cualicuantitativos sobre la dieta

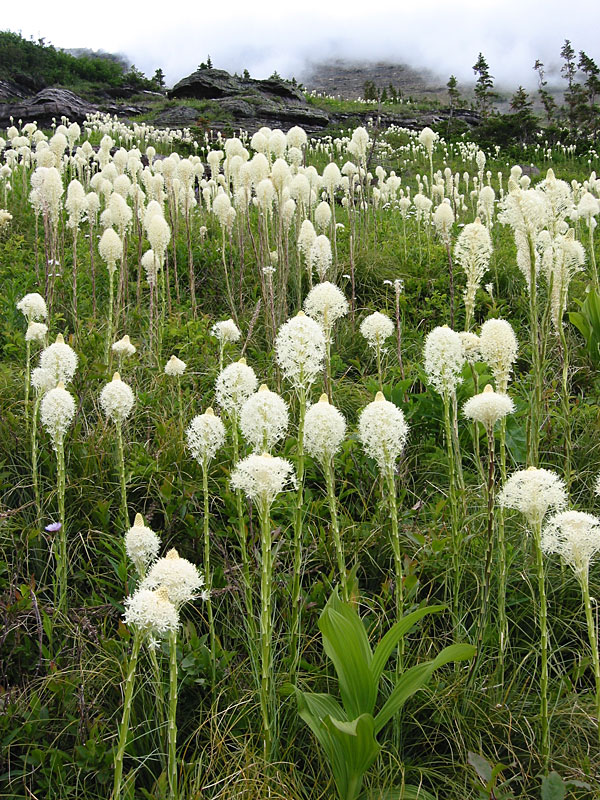
Plantas de hierba oso (Xerophyllum tenax), de cuyas semillas se alimenta el tordo sargento.

Un estudio publicado en 1900 en el que se examinaron los contenidos estomacales de 1083 tordos sargento obtenidos a lo largo de todos los meses del año en la mayor parte de su área de distribución en Estados Unidos y Canadá reveló que estas aves prefieren las semillas de hierbas e insectos a los granos de cultivo. El estudio indicó que el 73,4% de su dieta es de origen vegetal, frente a un 26,6% de origen animal. A continuación se citan los porcentajes con mayor especificidad: escarabajos predadores 2,5%, gorgojos (curculiónidos) 4,1%, otros escarabajos 3,5%, orugas 5,9%, saltamontes 4,7%, otros insectos 4,1%, arañas y miriápodos 1,3%, otras presas 0,5%, frutas 0,6%, maíz 4,6%, avenas 6,3%, trigo 2,2%, otros granos 0,8%, semillas de hierbas —incluyendo Panicum spp., Xerophyllum tenax, Ambrosia spp. y Polygonum spp.— 54,6% y otros alimentos de origen vegetal 4,3%. En el mes de noviembre el consumo de semillas de hierbas representa un 97% de su alimentación. La ingesta de frutas, tales como moras y arándanos, es poco usual.
El análisis del contenido de las mollejas de 702 tordos sargento recogidos entre 1959 y 1965 en primavera, verano y comienzos de otoño en el condado de Brown (noreste de Dakota del Sur) reveló que las semillas de mohas (Setaria spp.) eran las más frecuentes ―68% de las mojellas― y abundantes ―23% del volumen― en la dieta de las aves. Habían ingerido maíz (Zea mays) más frecuentemente ―30% de las mollejas― y en mayor abundancia ―11% del volumen― que otros granos. La avena (Avena sativa), el trigo (Triticum aestivum) y el mijo común (Panicum miliaceum) constituían la mayor parte del alimento vegetal restante. La materia animal, principalmente escarabajos, representaba el 25% del volumen total consumido, con una mayor incidencia y en mayor cantidad ―96% de las mollejas y 45% del volumen― durante el período de nidificación.

### Cambios en la dieta a lo largo del año

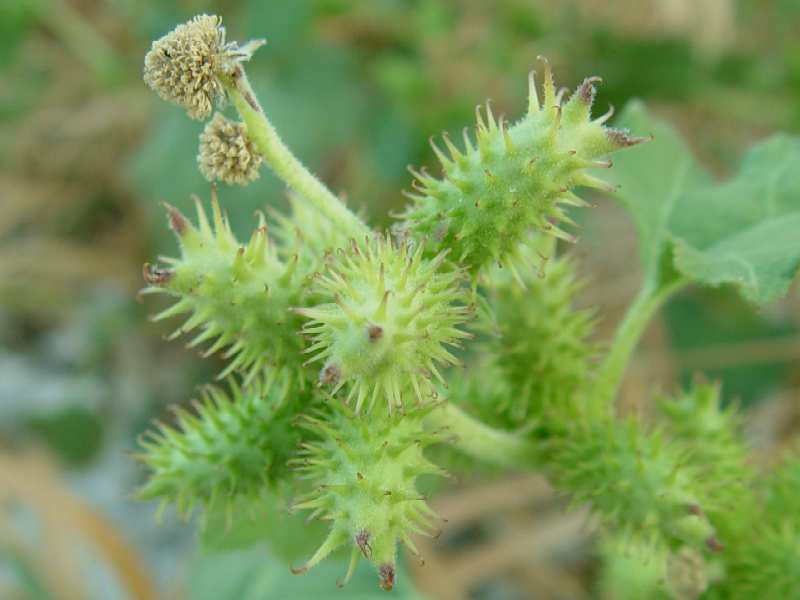
Semillas de arrancamoños común (Xanthium strumarium), importante fuente de alimento para la especie en el sur de los Estados Unidos.

En el este de Ontario, a comienzos de la primavera, los machos se alimentan de granos residuales y semillas, concentrándose las aves de hábitats agrícolas en los primeros y aquellas en hábitats no agrícolas en las segundas. Durante la temporada reproductiva, machos y hembras en ambos hábitats modifican su dieta para incluir insectos, aunque los granos residuales continúan siendo un importante componente de la dieta de los individuos en áreas agrícolas. Después de la época de reproducción, las aves se desplazan a las áreas agrícolas y explotan allí las avenas y el maíz en las plantas, y los granos residuales nuevamente a finales del otoño. Algunos de los insectos y semillas de hierbas que ingieren son potencialmente dañinos para la agricultura, de manera que su consumición por parte de los tordos sargento podría traer beneficios directos a dicha actividad.
Al finalizar la época de reproducción, los insectos y los granos de trigo y avenas que quedan esparcidos en el campo constituyen las fuentes de alimento más importantes para los tordos sargento en el norte de Ohio, pero a finales de agosto cambian su dieta y empiezan a consumir grandes cantidades de maíz en maduración. En el noreste de Dakota del Sur, la temporada de daños a los maizales se extiende sobre los meses de agosto y septiembre. Durante el invierno, los tordos sargento se alimentan de las semillas de una variedad de hierbas, granos de maíz reblandecidos por la lluvia en campos cosechados y frutas. En algunas áreas del sur de los Estados Unidos, las semillas del arrancamoños común (Xanthium strumarium), una maleza perjudicial para la soja y el algodón, parece constituir una importante fuente de alimento para la especie. Así, los tordos sargento que causan pérdidas económicas a los productores de maíz en Ohio en septiembre podrían proporcionar cierto beneficio a los productores de soja de Georgia en enero. Los granos de maíz que quedan diseminados en el campo después de las cosechas de otoño representan una fuente de alimento de importancia tras la migración de regreso al norte.

### Aprendizaje observacional

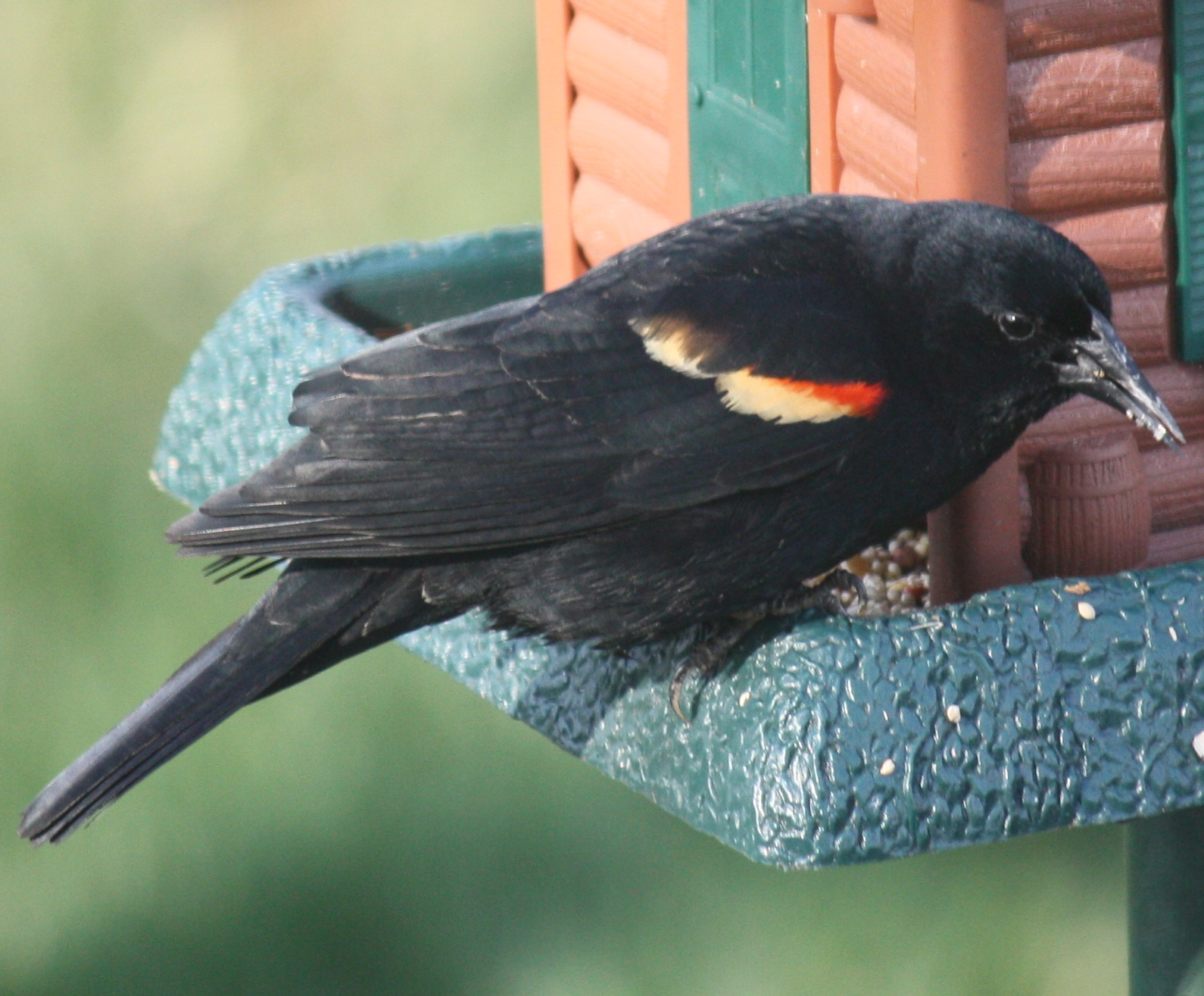
Macho alimentándose en un expendedor de semillas.

Los tordos sargento desarrollan claras preferencias diferenciales respecto de un nuevo alimento tras observar a congéneres consumiendo el alimento en cuestión. La facilitación social de la alimentación y el aprendizaje observacional de preferencias diferenciales respecto de nuevos alimentos podrían ayudar a explicar su tendencia a localizar y explotar cultivos durante los cortos períodos en los que los granos son especialmente vulnerables. Así, es probable que cada individuo ocasione un mayor perjuicio a los cultivos cuando se alimenta conjuntamente con otros en bandadas que cuando lo hace en soledad. El aprendizaje observacional podría dar cuenta de la concentración del daño en cultivos o campos en particular. Dichos cultivos no necesariamente deben ser aquellos con los que las bandadas depredadoras hayan tenido una experiencia más vasta. El aprendizaje observacional podría anular las usuales respuestas de las aves de evitar tipos de alimento que no les sean familiares (neofobia).
A la inversa, los individuos aprenden a eludir la ingesta de aquello que han relacionado con la enfermedad. Dichas aversiones dependen de señales visuales asociadas a los alimentos. En un experimento en el que tordos sargento observaban a congéneres consumir un alimento con una señal visual y una toxina que ocasionaba una dolencia, los observadores evitaban subsecuentemente la ingesta del alimento asociado a la señal visual ―no así la de aquel asociado a otro color―. Estos resultados son consistentes con la noción de que las especies que se alimentan de manera oportunista, tales como el tordo sargento, aprenden pronto a evadir alimentos conspicuos vinculados a consecuencias negativas. Así, el aprendizaje observacional podría representar una estrategia eficiente de protección contra el consumo de alimentos potencialmente peligrosos.

## Migración y movimientos locales
Las poblaciones septentrionales migran al sur de los Estados Unidos, pero las que se reproducen allí, en México y en Centroamérica son sedentarias. Por otro lado, algunos pocos individuos podrán ser encontrados ocasionalmente en invierno tan al norte como el sudeste de Massachusetts, de manera local y principalmente a lo largo de la costa. Las hembras migran más al sur que los machos. Según el ornitólogo Arthur Cleveland Bent, en el este de América del Norte los tordos sargento abandonan sus cuarteles de invernada en los estados meridionales de Estados Unidos antes del final de febrero, alcanzan Nueva Inglaterra en marzo ―rara vez antes― y llegan al este de Canadá en abril o antes. El análisis de las aves marcadas recuperadas en Ohio y estados adyacentes revela que las aves se trasladan, en promedio, 58 kilómetros entre sus sitios de nidificación a comienzos del verano y sus dormideros a fines del verano. En Ohio norcentral, aparentemente se da cierto intercambio de individuos entre Canadá y Estados Unidos a través del lago Erie.

### Durante la época de reproducción y el período postreproductivo
Entre 1924 y 1974, las recapturas en la época de reproducción —entendida como el período entre el 25 de abril y el 31 de julio— de aves marcadas anteriormente en esa misma temporada reproductiva se dieron, en promedio, a menos de 25 kilómetros del lugar de marcación en todas las regiones de Estados Unidos y Canadá, lo cual sugiere desplazamientos limitados durante el período reproductivo. De 150 recapturas, el 97% se produjo a menos de 100 kilómetros del sitio de marcación. Las distancias promedio entre los lugares de marcación y de recaptura cuando estos se daban en años distintos eran generalmente menores a los 50 kilómetros, lo que indica que los tordos sargento normalmente vuelven a reproducirse al sitio en donde nacieron, donde se reprodujeron el año anterior o en las cercanías de estos. De 349 recapturas, el 91% tuvo lugar a menos de 100 kilómetros del sitio de marcación. Se registraron excepciones en las regiones del norte de las Grandes Llanuras estadounidenses y del norte de las Montañas Rocosas de ese país, en donde la distancia promedio para las 14 recapturas fue de 148 kilómetros. Este alto valor se debe parciamente a la recuperación de un ave marcada cuando era polluelo a más de 1000 kilómetros del lugar de marcación. En general, los individuos marcados durante su primer año de vida eran recapturados a distancias mayores que las aves marcadas en su segundo año o a mayor edad.
En la mayor parte de América del Norte, los movimientos durante el período postreproductivo —del 1 de agosto al 15 de octubre— no superaron los 200 kilómetros desde las áreas de reproducción. Normalmente los tordos sargento permanecen cerca de sus sitios reproductivos hasta que la muda de sus plumas haya concluido a principios de octubre. Esto quiere decir que la mayor parte de los daños ocasionados a los cultivos a fines del verano son causados por aves que se reprodujeron o nacieron en el área. Sin embargo, aparentemente no todas las poblaciones son sedentarias en ese momento. Hacia el oeste de la parte occidental de Manitoba en Canadá, en donde la distancia que los tordos sargento volaron durante ese período fue de 729 kilómetros en promedio, estas aves completaron una parte importante de su migración al sur durante agosto y septiembre, antes de que la muda hubiera finalizado. Descripciones previas de que en Manitoba la migración al sur comenzaría a mediados de agosto concuerdan con estos descubrimientos. También se tienen registros de que algunas aves que se reproducen en las áreas costeras de Massachusetts vuelan tan al sur como Nueva Jersey meridional en agosto y septiembre. En un estudio que analizó las recapturas de entre 1924 y 1979, los tordos sargento se mostraron sedentarios a fines del verano en las regiones de los Grandes Lagos y del Medio Oeste, pero a menudo se movilizaban entre 200 y 350 kilómetros de sus áreas de reproducción para agosto en la región integrada por Nueva York y Nueva Inglaterra; y tanto en esas tres regiones como en la de los estados del Atlántico medio, se hallaban a una máxima distancia promedio de sus sitios de reproducción en el mes de enero.

### Fechas de las migraciones de otoño y primavera
La migración de otoño hacia los cuarteles de invernada por parte de la mayoría de las poblaciones septentrionales —aquellas que se reproducían al norte del paralelo 40 en el oeste y desde ligeramente más al sur en el este de Estados Unidos y en Canadá al este de la parte occidental de Manitoba— por lo general se produjo durante noviembre. Los movimientos en el invierno aparentemente estuvieron más limitados entre diciembre y principios de febrero. La migración de primavera inició entre fines de febrero y marzo, excepto para las aves que anidaban en el norte de las Grandes Llanuras estadounidenses y en el norte de las Montañas Rocosas de ese país, que fueron halladas comúnmente a más de 500 kilómetros de sus áreas de reproducción incluso en marzo y comienzos de abril, y en Canadá al oeste de la parte occidental de Manitoba, cuyos cinco individuos recuperados entre el 1 de marzo y el 15 de abril se encontraban en promedio a 1490 kilómetros de sus áreas de reproducción.
La migración de primavera ―marzo-abril― hacia el norte parece ser mucho más rápida que la de fines de verano-principios de otoño ―agosto-noviembre― hacia el sur. Al menos en lo que concierne a los machos marcados entre 1961 y 1974 a fines del verano en el condado de Brown (Dakota del Sur), se registró cierto movimiento hacia el sur a fines de julio, presumiblemente para mudar las plumas. Desde fines de julio hasta octubre, el macho promedio se desplazaba lentamente en dirección al sur hacia el condado de Brown. Sin embargo, algunos comenzaban a cubrir mayores distancias a fines de agosto y a comienzos de septiembre, y estos machos habrían atravesado el condado de Brown para mediados de septiembre. Un individuo marcado el 1 de septiembre de 1967 en Kenmare (condado de Ward), en el noroeste de Dakota del Norte, y recuperado 9 días más tarde en el condado de Brown recorrió en ese lapso 396 kilómetros, un promedio de 44 kilómetros por día, lo cual apoya la idea de que ciertas poblaciones ya recorren grandes distancias a finales de agosto y a inicios de septiembre.

#### Diferencias según la vegetación
La migración al sur desde el Cabo Cod, y quizá también desde otros puntos en el sur de Nueva Inglaterra, aparentemente comienza mucho antes que en Ithaca (Nueva York), debido a las diferentes condiciones en los pantanos de ambos lugares. En los pantanos del Cabo Cod hay menos totoras que en aquellos en los alrededores de Ithaca y las plantas rara vez superan los 1,2 m, lo que proporciona poco refugio para las aves. Mientras que los pantanos de Ithaca son un lugar ideal para que los tordos sargento permanezcan durante el período de muda, los del Cabo Cod parecen no ser muy apropiados para dicho propósito. Dada la ausencia casi total de tordos sargento a partir de septiembre en el Cabo Cod, las aves que allí se reproducen probablemente emprendan la migración al sur en julio y agosto antes de que la muda haya comenzado y completen la muda en pantanos después del inicio de la migración. A diferencia de los pantanos del Cabo Cod, muchos de los que se encuentran en la ruta migratoria ―como los de Newark y Salem (Nueva Jersey)― brindan una protección adecuada para las aves en proceso de muda de sus plumas.

### En los cuarteles de invernada

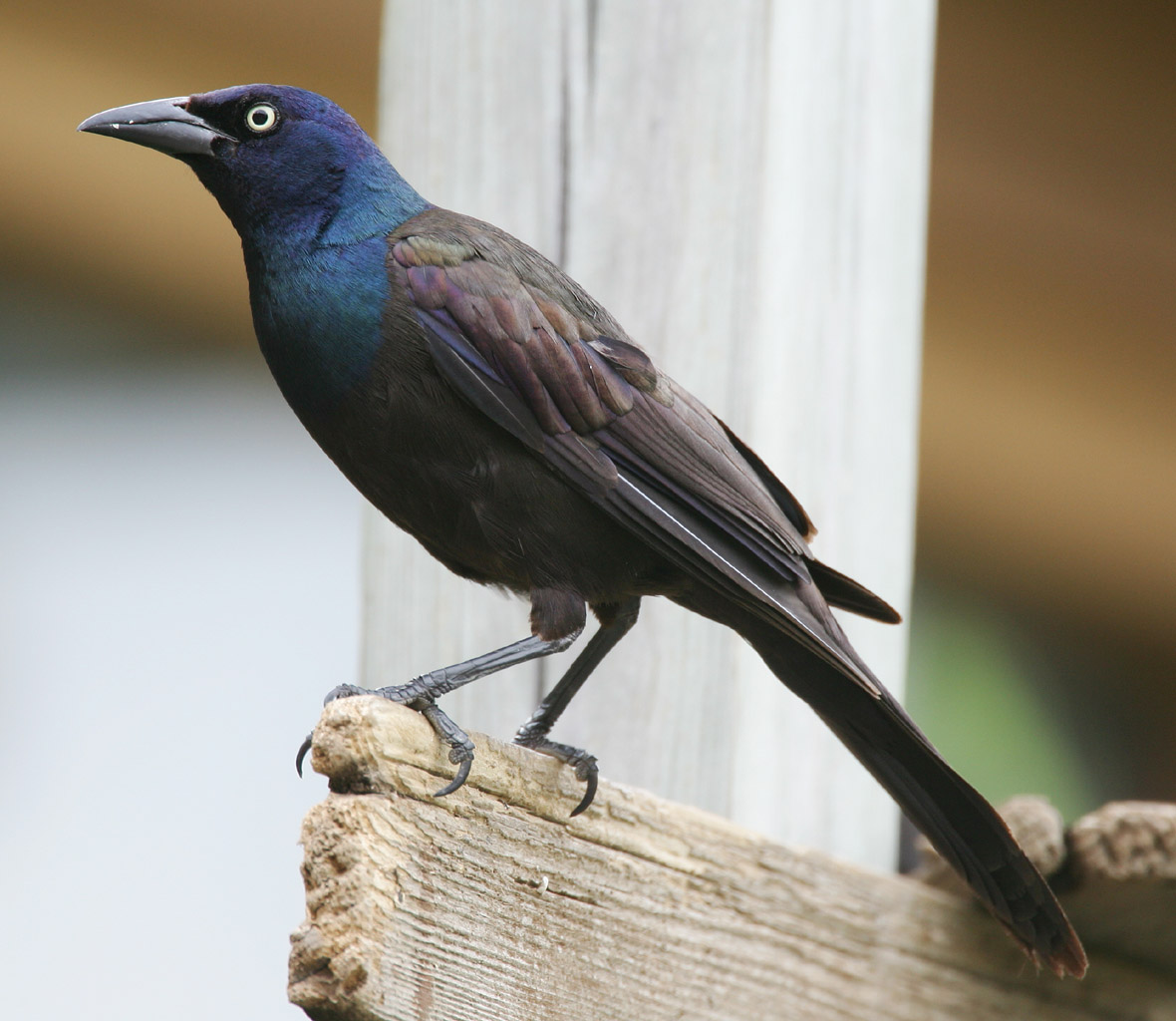
Zanate norteño (Quiscalus quiscula). Los tordos sargento son más fieles a los sitios de congregación invernal que esta ave, una de las especies con las que comparten sus dormideros.

Las distancias promedio entre los sitios de marcación y de recuperación en los casos en que ambos ocurrieron en el mismo período de congregación invernal en dormideros —10 de diciembre al 20 de febrero— fueron menores a los 25 kilómetros, excepto en la región aproximadamente correspondiente a la cuenca sudoccidental del río Misisipi entre los paralelos 40 y 35, en donde las 13 recapturas promediaron una distancia de 64 kilómetros desde los lugares de marcación. Entre todas las regiones, solo 4 de 69 recapturas ―el 6%― ocurrieron a más de 100 kilómetros de los sitios de marcación, lo que demuestra que los tordos sargento son más bien sedentarios durante el período de congregación invernal.
Las distancias promedio entre los lugares de marcación y de recaptura para aquellos individuos recuperados al menos un invierno después de haber sido marcados eran similares a las distancias en las recapturas producidas el mismo invierno de la marcación en la península de Florida, el norte de las Grandes Llanuras estadounidenses y el norte de las Montañas Rocosas de ese país, pero eran sustancialmente mayores en las otras regiones. Por ejemplo, los tordos sargento que pasaban el invierno en Texas, Arkansas y Oklahoma parecían intercalar comúnmente sus cuarteles de invernada entre esos tres estados en distintos años. Entre todas las regiones, 19 de 92 recapturas ―el 21%― se dieron a más de 100 kilómetros de los sitios de marcación. En conclusión, parecerían exhibir una menor fidelidad a los sitios de congregación invernal que a las áreas de reproducción, pero aun así considerablemente mayor a la de zanates norteños (Quiscalus quiscula), tordos cabecicafé (Molothrus ater) y estorninos pintos (Sturnus vulgaris).

### Diferencias en la migración entre sexos y grupos etarios
Las hembras de más de un año de edad recuperadas en invierno se hallaban significativamente más lejos que los machos de más de un año en las cuatro regiones consideradas en el estudio de 1924-1979 por una diferencia que osciló entre los 187 kilómetros ―Nueva York y Nueva Inglaterra― y los 300 kilómetros ―Medio Oeste―, siendo que la diferencia entre todas las recapturas de hembras y todas las recapturas de machos promedió los 247 kilómetros, lo que indica que las hembras migrarían mayores distancias. El principio de que dentro de una misma especie los individuos del sexo de mayor tamaño deberían soportar el ayuno mejor que los del sexo de menores dimensiones —el cual implica consideraciones de importancia para las aves de latitudes medias del este de América del Norte, donde capas de nieve y de hielo pueden en ocasiones impedir la alimentación en invierno— concuerda con registros de mortalidad en zanates norteños y tordos sargento a causa de tormentas invernales que sugieren que las hembras, de menor tamaño, podrían verse obligadas a pasar el invierno más al sur que machos de una misma población reproductiva.
Si bien no existe evidencia consistente respecto de que recorran mayores o menores distancias que las hembras adultas, en su primer invierno los juveniles vuelan significativamente más lejos durante la migración que los machos adultos. Es posible que la migración diferencial entre grupos etarios sea socialmente inducida, al dominar las aves de mayor edad los dormideros invernales septentrionales, obligando a los juveniles socialmente subordinados a viajar mayores distancias hacia el sur.
Como resultado de sus estudios en las cercanías de Ithaca (Nueva York), Arthur Augustus Allen dividió las olas migratorias de tordos sargento que allí llegaban en siete categorías: «itinerantes», arribados entre el 25 de febrero y el 4 de marzo; machos adultos en migración, entre el 13 de marzo y el 21 de abril; machos adultos residentes, entre el 25 de marzo y el 10 de abril; hembras y machos inmaduros en migración, entre el 29 de marzo y el 24 de abril; hembras adultas residentes, entre el 10 de abril y el 1 de mayo; machos inmaduros residentes, entre el 6 de mayo y el 1 de junio; y hembras inmaduras residentes, entre el 10 de mayo y el 11 de junio.

#### «Itinerantes» y machos adultos
Los «itinerantes» llegan a los alrededores de Ithaca en los primeros días cálidos de la primavera, aunque los pantanos puedan estar aún congelados y el suelo, cubierto de nieve. Se cree que se trata de aves que han pasado el invierno no mucho más al sur. No se los ve todos los años. La mayoría son machos adultos, aunque también pueden encontrarse machos inmaduros y hembras entre ellos. Nunca forman grandes bandadas y a menudo están solos. No frecuentan los pantanos abiertos.
Los primeros migradores reales que arriban en la primavera son machos adultos. Aparecen en bandadas, algunas de las cuales contienen cien individuos o más, y generalmente son detectados por primera vez en los pantanos, aunque ocasionalmente son vistos en las copas de los árboles o en rastrojos en tierras altas. Algunas pocas aves se apartan de las bandadas en vuelo y se asientan en los pantanos durante algunos momentos, pero pronto montan vuelo nuevamente y se unen a otra bandada en migración. Las bandadas que llegan tarde en el día vuelan bajo y pasan la noche allí. Cada percha disponible hasta la superficie del agua que no esté lo suficientemente alta como para ser muy notoria se llena de aves. Sin embargo, de no ser por el enorme bullicio de sus vocalizaciones, prácticamente pasarían desapercibidos, pues apenas se los ve contra las aguas oscuras. Si uno los molesta, un gran número de ellos huye volando, pero no van demasiado lejos. Se posan nuevamente en el pantano a corta distancia y pronto reanudan el alboroto.
Este período de la migración ―el arribo de los machos adultos en migración― se prolonga por unas dos semanas antes de la llegada de las aves residentes. Cada tarde, se aprecia su vuelo hacia los pantanos; por la noche, descansan en conjunto; y cada mañana, todos parten hacia el norte. En este momento, los pantanos son para ellos solo un refugio en el que pernoctar y pasan el día en tierras altas.
El arribo de los machos residentes se vuelve evidente por las acciones de las propias aves. Hasta este momento, se han mantenido generalmente en bandadas más o menos bien definidas, y ha resultado difícil aproximarse a ellas, pues a la más mínima perturbación se echaban a volar. Sin embargo, hacia finales de marzo llegan otros machos que se comportan de manera diferente. No huyen volando cuando uno se les acerca o, en caso de ser ahuyentados, pronto regresan al mismo sitio. Estas aves no se asocian con las bandadas en migración y descansan en soledad. Si uno puede identificar un individuo de entre el resto por características particulares como un pie anormal o la pérdida de la cola o de una pluma primaria, encontrará que este nunca cambia de lugar en el pantano desde que arriba a él. Desde su llegada, asumen los «derechos territoriales» de la parcela en la que se han establecido.

#### Machos inmaduros y hembras
Los machos territoriales han estado ocupando sus parcelas solo unos pocos días cuando las primeras hembras y machos inmaduros aparecen entre las bandadas en migración. Los últimos días de marzo y los primeros de abril generalmente marcan su arribo. En unos pocos días, a medida que sus números aumentan, pueden observarse pequeñas bandadas compuestas íntegramente por hembras. Es más o menos entonces ―el final de la primera semana de abril― que los machos comienzan a demostrar un ligero interés por la presencia de ellas. Los machos empiezan a pasar una mayor parte de su tiempo en los pantanos y se molestan ante intrusiones en sus dominios. Para este momento, sus órganos reproductivos han aumentado de tamaño considerablemente. Entre las aves en migración, se ve una creciente preponderancia de machos inmaduros y de hembras.
Durante la primera parte de la tercera semana de abril, otro grupo llega: las hembras adultas residentes. Las bandadas se disuelven y los individuos se dispersan sobre el pantano, tal como lo hicieron los machos residentes tras su arribo. Generalmente, escogen un lugar próximo a algún macho o grupo de machos. Sin embargo, son mucho más reservadas que estos y se mantienen mayormente cerca de la superficie del agua, donde pasan desapercibidas. Cada vez que aparecen en las copas de las totoras, o más específicamente, cuando intentan volar, son inmediatamente perseguidas por uno o más machos. Ocasionalmente, un macho conduce a una hembra en grandes círculos sobre el pantano incluso a una altura considerable. No obstante, finalmente él abandona la persecución y regresa a su puesto. Las anteriores hembras en migración, al ser perseguidas de esta manera, inmediatamente abandonaban el pantano. Pero ahora, cuando un macho cesa la persecución, la hembra limita su vuelo y pronto vuelve a su sitio cerca del macho. Dichas maniobras anuncian la llegada de las hembras residentes.
Hacia la primera semana de mayo, después de que la mayoría de las aves adultas residentes ha comenzado a anidar, los machos inmaduros residentes empiezan a aparecer en grandes números. Desde la segunda semana de mayo hasta fin de mes, estas bandadas continúan arribando. Las hembras inmaduras residentes comienzan a aparecer con los machos inmaduros hacia mediados de mayo. Su cantidad aumenta hasta el 1 de junio, cuando sus números superan por mucho los de los machos, y para la segunda semana de junio, cuando se registra la llegada de las últimas aves, forman bandadas enteras. Según Allen, es por causa de estas aves que surgen muchos de los casos de poliginia justo en un momento en el que los machos sin pareja son difíciles de encontrar.

### Destinos de las migraciones de las diferentes poblaciones
Respecto de los cuarteles de invernada en los que los tordos sargento de cada región pasaban los meses fríos, las aves de la región costera del Atlántico medio, aunque se concentraban en Carolina del Norte, se distribuían desde el sur de Florida a Massachusetts; los individuos de la región comprendida entre el tercio sur del Lago Míchigan al noroeste, el Lago Erie al noreste y el paralelo 39 Norte al sur fueron recuperados desde Luisiana a Carolina del Norte; y las recapturas de ejemplares procedentes del norte de las Grandes Llanuras estadounidenses se dieron principalmente en el este de Texas, aunque se extendieron desde el este de Arkansas hasta el norte de Colorado. En referencia a los destinos invernales de las aves provenientes de localizaciones más puntuales dentro de las regiones tomadas como unidades de estudio, se pudieron establecer tendencias para dos de ellas debido a la suficiencia de las recapturas de individuos procedentes de las mismas: Ohio centro-norte (41°N, 82°O) y el área central de la bahía de Chesapeake (38°N, 76°O). Las recapturas de los tordos sargento de Ohio norcentral tuvieron lugar entre las regiones costeras de Carolina del Norte y las de Alabama; las de la bahía de Chesapeake se registraron entre el norte de Maryland y el sur de Georgia. Las aves marcadas en cada una de estas dos ubicaciones puntuales durante la temporada reproductiva y postreproductiva se dispersaron ampliamente y podían ser halladas a hasta 1125 kilómetros de distancia.
Las aves que pasaron el invierno en la región suroriental central de Estados Unidos fueron recuperadas durante la temporada reproductiva principalmente en Ohio, sur de Míchigan y Georgia, mientras que las que habían migrado a la región central fueron recapturadas primordialmente en Minnesota pero también en Wisconsin, Arkansas, Dakota del Sur y Ontario. La mayoría de los ejemplares marcados en invierno a lo largo de la costa del Golfo de México en la región del curso inferior del río Misisipi fue recuperada cerca del propio Golfo, lo que sugiere que muchas aves que pasan el invierno a lo largo de sus costas residen allí durante todo el año.
Los machos marcados entre 1961 y 1974 en el condado de Brown (noreste de Dakota del Sur) a finales del verano y recuperados en invierno —de diciembre a febrero— fueron encontrados en una franja norte-sur de 1617 kilómetros que se extendía desde Lake Preston (condado de Kingsbury), en el este de la propia Dakota del Sur, hasta Beaumont (condado de Jefferson), en el este de Texas ―de 161 a 1778 kilómetros al sur del lugar de marcado―. El punto medio de las 18 recapturas se encontraba en las cercanías de Ben Wheeler (condado de Van Zandt), en el noreste de Texas, 1553 kilómetros al sur del lugar de marcado. La mayoría de las aves fue recuperada en la llanura costera del Golfo de México, en el este de Texas, lo que indicaría que esta área, particularmente la cabecera del río Neches, sería el principal refugio invernal de los machos marcados a fines del verano en el condado de Brown. La recuperación de un espécimen en primavera en Brooks, en el sudeste de Alberta, incrementa el área de distribución de las aves marcadas en el condado de Brown a una franja de al menos 2759 kilómetros.

## Vocalizaciones

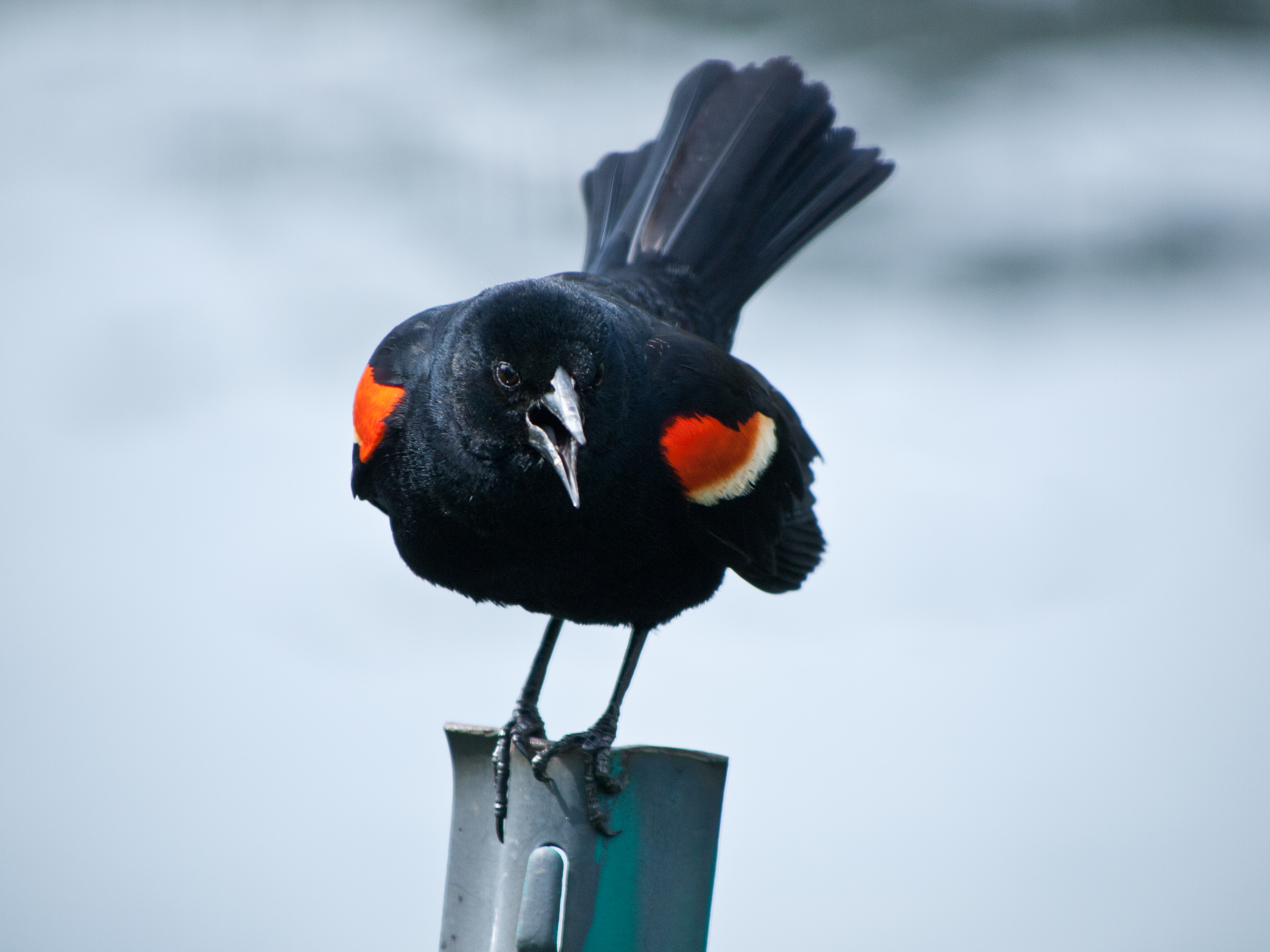
Macho en Chicago (Illinois) emitiendo una vocalización.

Entre las especies con un área de distribución templada, es relativamente raro que la hembra cante; el tordo sargento es una de las pocas aves conocidas de zonas templadas en las que machos y hembras emiten canciones distintas. Mientras que la canción del macho suena como un concuerii, la hembra, que canta con mucho menos frecuencia, presenta una canción descrita como similar a la del zorzalito rojizo (Catharus fuscescens). Las hembras cantan durante la primera parte de la temporada reproductiva y sus canciones son más comunes antes del período de incubación.

### Comunicación intersexual e intrasexual
En un estudio en el que se investigó la comunicación vocal intersexual en los tordos sargento, se encontró que las hembras emitían dos tipos básicos de vocalizaciones que o bien se superponían con las canciones de sus compañeros, o bien las seguían. A medida que los machos se alejaban del centro de sus territorios, las hembras tendían a dejar de responder con la canción A y a empezar a hacerlo con la canción B y a seguir las canciones de sus compañeros en lugar de superponerse con ellas. Conforme aumentaba la distancia entre los machos cantando y sus compañeras, la incidencia de las respuestas de estas disminuía, las canciones B tomaban el lugar de las canciones A como y la superposición de las vocalizaciones era remplazada por la prosecución. Finalmente, cuando los machos pasaban de cantar de frente a las hembras a hacerlo apuntando en otra dirección, de nuevo decrecía la incidencia de las respuestas y las canciones A abrían paso a las canciones B. Esto hallazgos indican que la comunicación vocal intersexual en los tordos sargento es afectada por la asociación espacial del macho respecto de la hembra y de su territorio.
Los machos tienen repertorios de entre dos y ocho canciones ―que aparentemente son utilizadas en los mismos contextos para transmitir los mismos mensajes―, y a menudo cambian de canción cuando se posan en un nuevo sitio. La variedad del repertorio de los machos guarda relación con la edad de los individuos, su experiencia reproductiva y el tamaño de sus harenes. Si bien un estudio en el Yellowwood State Forest (condado de Brown, centro-sur de Indiana) encontró que los machos con repertorios más grandes eran más experimentados y conseguían un mayor número de compañeras que los que exhibían repertorios pequeños, se determinó que la aparente preferencia de las hembras por machos con repertorios grandes era una consecuencia indirecta de la correlación entre el tamaño del repertorio y la experiencia reproductiva. De acuerdo a este estudio, los repertorios grandes proporcionan una ventaja en la competencia por los territorios y las hembras prefieren a los machos en posesión de territorios de mayor calidad. Estos resultados son consistentes con la hipótesis de que los repertorios en el tordo sargento macho evolucionaron en respuesta a la competencia intrasexual. Por otro lado, se ha descubierto que los machos cambian de canción más frecuentemente y emiten más tipos de canciones en presencia de una hembra que de otro macho, lo cual respalda la hipótesis de que los repertorios evolucionaron principalmente como resultado de la selección intersexual.
La evidencia experimental sugiere que los repertorios de los machos inciden en su éxito tanto en la atracción de parejas como en contiendas entre individuos de su mismo sexo. Se ha descubierto que los territorios experimentalmente «defendidos» con grabaciones de múltiples tipos de canciones sufren menos intrusiones de machos que aquellos «defendidos» con un solo tipo de canción. A su vez, se ha observado que hembras en cautiverio tratadas con estradiol cortejan más en respuesta a grabaciones de múltiples tipos de canciones que de un solo tipo de canción.

### Canción del macho

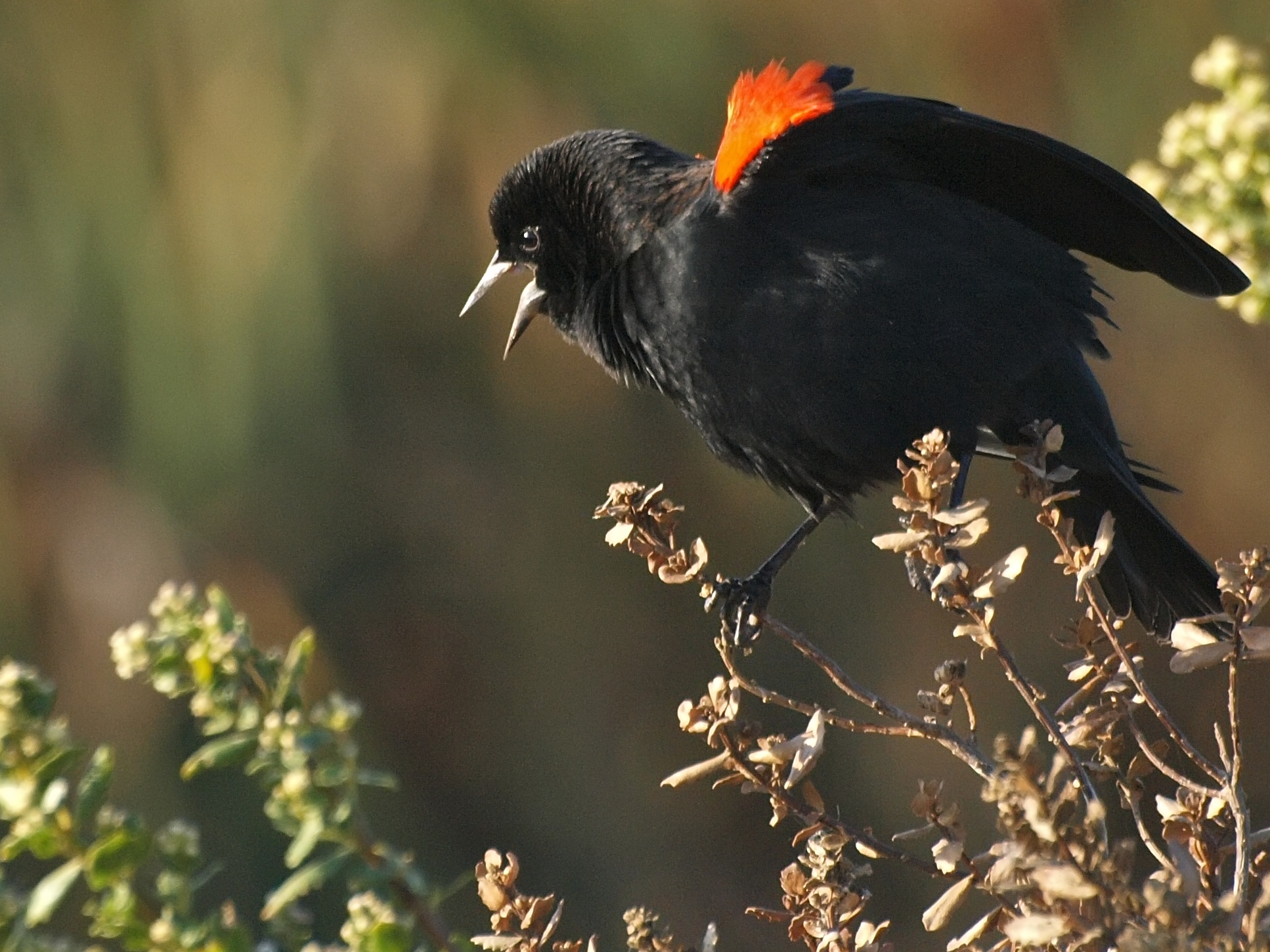
Macho cantando y exhibiéndose.

La canción del macho consiste en una serie de entre una y seis notas introductorias breves seguidas de un trino más largo. Se trata de una canción corta, con una duración total promedio de alrededor de un segundo; otras fuentes precisan que la duración de la misma es de entre 0,8 segundos y 1,6 segundos. Ha sido descrita onomatopéyicamente de las siguientes maneras: cuonc-cuer-ii, concuerii, co-clariiii, conc-a-rii, y ouc-a-lii. La nota más alta de la canción del tordo sargento oriental tiene una frecuencia de unas 4375 vibraciones por segundo; la nota más baja, 1450; y la media aproximada es de unas 2925 vibraciones por segundo. Mientras que las notas introductorias varían considerablemente de un individuo a otro, existe poca variación en el trino. Las canciones con dos notas introductorias son las más comunes y, dentro de estas, lo más usual es que la primera sea la más grave, la segunda esté en un punto medio y que el trino sea la parte más aguda. Lo segundo más común es que haya tres notas introductorias; lo tercero más frecuente es que solo se registre una, o bien cuatro; y lo más raro es que las notas introductorias sean cinco o seis. En algunas ocasiones, la canción no concluye con el trino, sino que este es seguido por una nota terminal grave, lo que hace sonar a la canción más o menos así: co clariiii tap.
Una variante particular de la canción implica un trino compuesto de notas emitidas lo suficientemente lento como para ser percibidas separadamente y contadas. En estos casos, la cantidad de notas en el trino varía entre cinco y siete. Generalmente, estas canciones solo tienen una nota introductoria, lo que la hace sonar ca-lililililip.
El trino es la parte más sostenida y por lo general la más intensa de la canción. La sección de baja frecuencia del trino es la parte de la canción que se transmite a una mayor distancia del ave y es tanto necesaria como suficiente para el reconocimiento intraespecífico, pudiendo evocar por sí sola fuertes respuestas comportamentales de agresión territorial en otros machos durante la época de reproducción y de gregarismo en el período postreproductivo. Contiene la información adecuada para dicho reconocimiento incluso más allá de al menos los 100 m. Ni las notas introductorias ni la parte de alta frecuencia del trino, las cuales se atenúan rápidamente con la distancia desde el individuo que canta, son en sí mismas necesarias o suficientes para la identificación de la especie.
Los tordos sargento cantan más a menudo temprano en la mañana y por la tarde. En ausencia de viento, la canción del macho puede ser oída por otro tordo sargento a una distancia de hasta unos 189 m temprano en la mañana cuando el ruido de fondo alcanza su nivel más bajo. Cuando este llega a su punto culminante tarde en la mañana, la distancia efectiva de la canción se reduce a alrededor de 118 m. Los machos emiten la canción durante todo el año, pero lo hacen con mayor frecuencia durante la temporada reproductiva, cuando se convierte en la vocalización más común de los individuos de dicho sexo. Durante la época de reproducción, funciona como una advertencia de largo alcance para repeler a potenciales invasores desde la distancia.
Cuando un macho canta, comúnmente despliega la cola, despliega a medias las alas, infla las plumas de su lomo y levanta las plumas rojas de sus hombros para exhibirlas mientras emite su concuerii. En ocasiones, canta en vuelo, y a menudo, cuando vuela de una percha a la otra, se mantiene suspendido a unos 30 cm de la nueva percha y canta justo antes de posarse. Durante la migración de primavera, pueden encontrarse bandadas de machos en las copas de los árboles, casi todos ellos cantando en intervalos cortos, de manera que el resultado es un coro fuerte y continuo. En mayo, durante la temporada de nidificación, en los pantanos de totoras bien poblados de tordos sargento, puede oírse un coro de canciones justo cuando empieza a verse la luz del sol. Cada macho canta su canción dos o tres veces por minutos.

#### Frecuencia temporal de las canciones de los machos

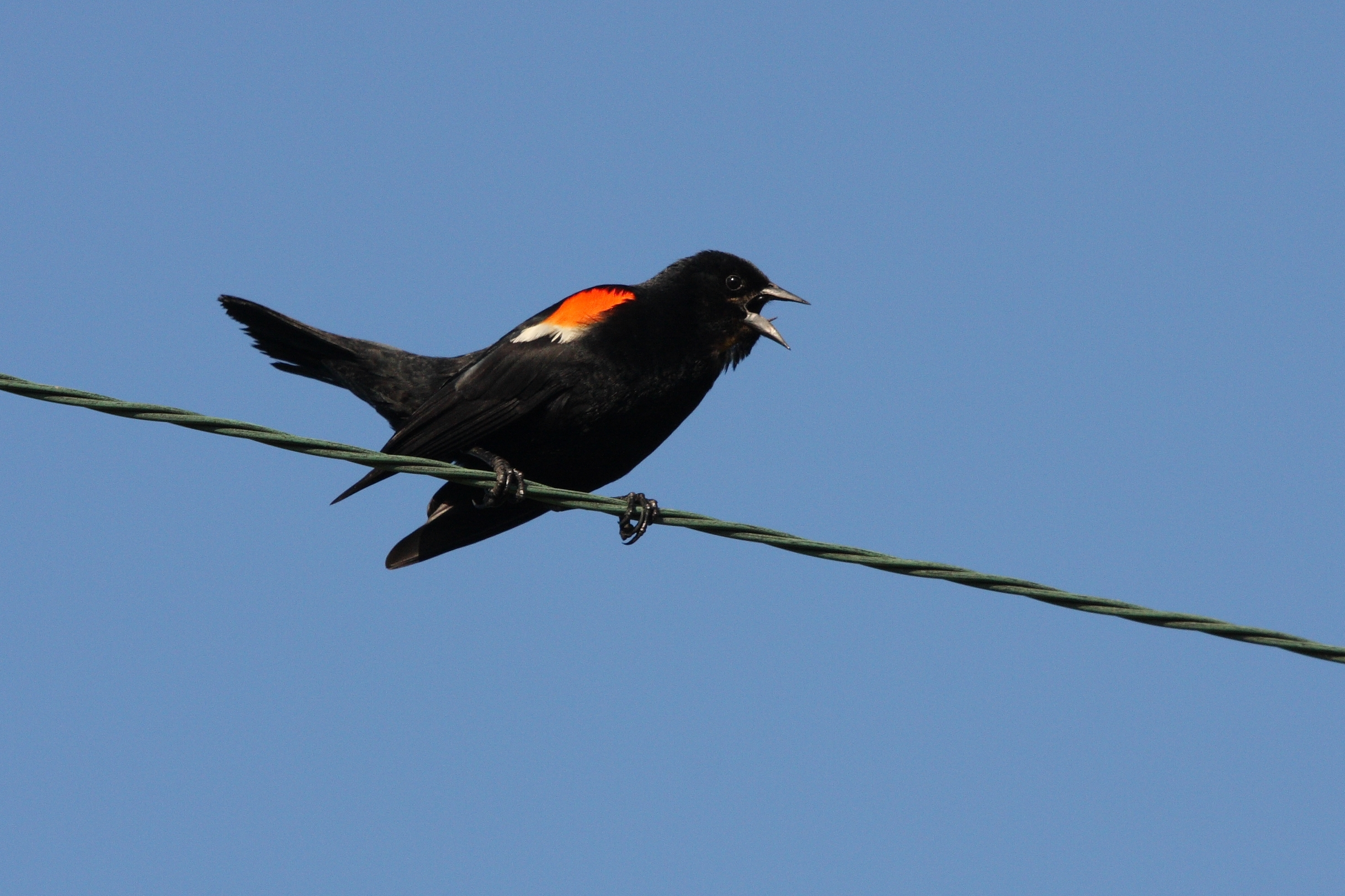
Macho en Saint-Camille (Quebec) cantando.

La cantidad de canciones emitidas por los machos por minuto parece no guardar relación con el tamaño de sus harenes. Asimismo, la cantidad de canciones emitidas no varía significativamente entre los machos territoriales y los machos originalmente no territoriales que reemplazan a anteriores propietarios de un territorio que hayan desaparecido; sin embargo, al menos respecto de estos últimos machos, disminuye a medida que transcurre el tiempo desde el momento en que obtienen posesión del territorio, lo cual podría estar relacionado con el hecho de que los machos no territoriales compiten más intensamente por un territorio abandonado poco después de la desaparición de su dueño original. La cantidad de canciones tampoco difiere entre los machos cuyos territorios están aislados de los de otros machos y aquellos cuyos territorios son contiguos a otros, y entre estos últimos tampoco depende del número de vecinos con los que comparta límites territoriales. En cambio, sí aumenta ante la intrusión de un potencial competidor. La evidencia indica, por lo tanto, que la cantidad de canciones emitidas no se ve modificada en respuesta a interacciones pasivas, pero se incrementa dramáticamente cuando la interacción se vuelve más amenazante.
Cuando se suministra alimento experimentalmente, los machos de muchas especies, incluyendo el tordo sargento, aumentan la cantidad de canciones emitidas, lo cual sugiere que esta podría señalar la calidad del territorio. Es posible que las hembras interpreten esas señales puesto que los territorios de tordo sargento con alimento adicional atraen harenes más numerosos y las hembras en esos territorios se reproducen más temprano. Sin embargo, la añadidura de alimento podría resultar en una variación en la cantidad de canciones superior a la que se produciría en circunstancias naturales. En favor de esta teoría, cabe destacar que un estudio no logró detectar una relación entre la intensidad de las exhibiciones de los machos y el tamaño de los harenes en experimentos en los que no se proveyó de aliemento adicional. La tendencia de los machos a alimentarse fuera de sus territorios también poría minimizar cualquier correspondencia entre la abundancia de alimento dentro de sus territorios y la cantidad de canciones emitidas. En síntesis, la evidencia sugiere que la disponibilidad de alimento en situaciones naturales no varía lo suficiente como para afectar la cantidad de canciones de los machos de tal manera que esta influya a su vez sobre la decisión de las hembras respecto del territorio en el que se establecen.

### Llamadas

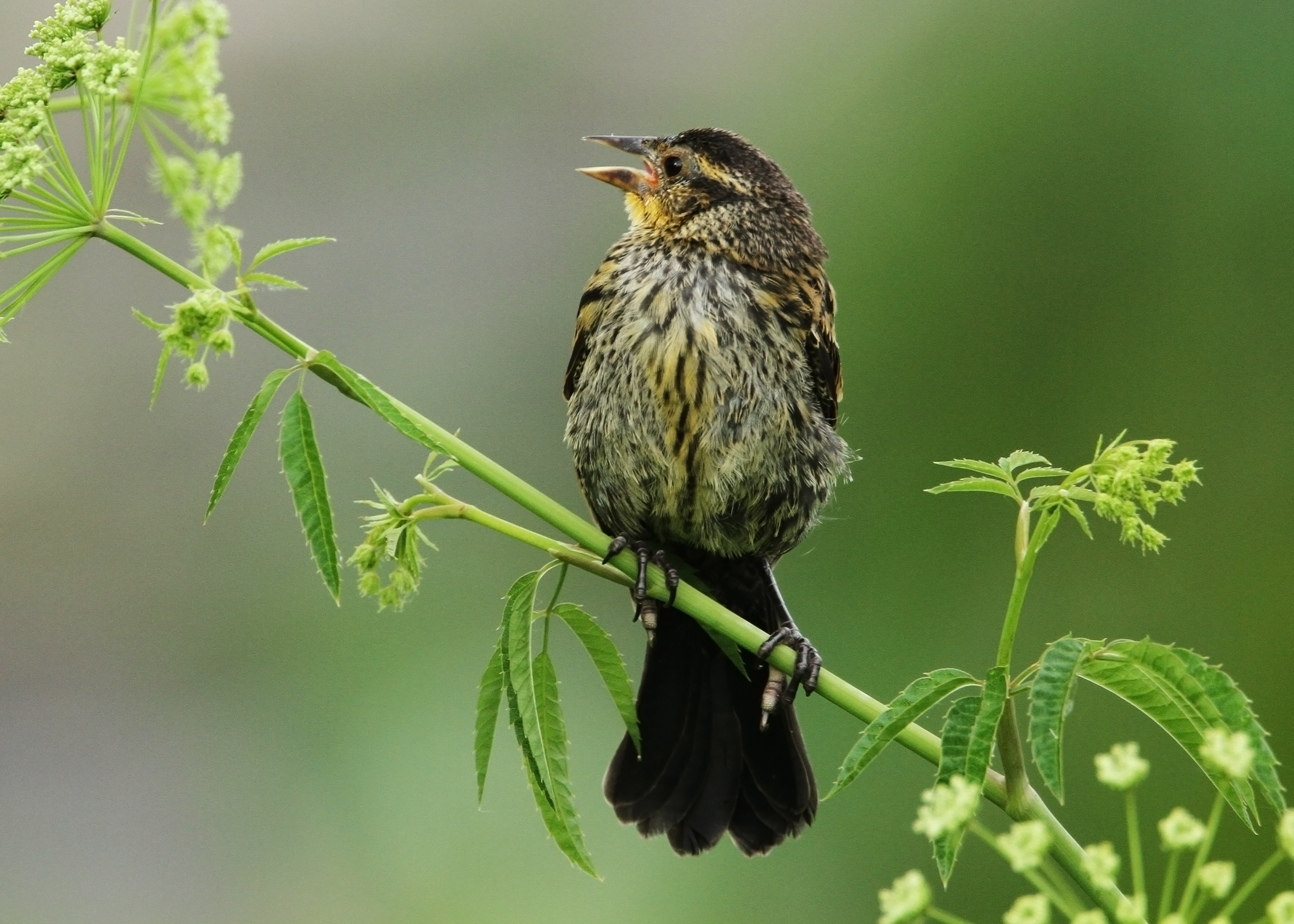
Hembra emitiendo una vocalización.

Las especies de aves poligínicas presentan un mayor número de tipos de vocalizaciones que las monógamas. A su vez, los machos de especies altamente polígamas exhiben una mayor cantidad de llamados que las hembras, mientras que en las especies monógamas la diferencia intersexual en cuanto al número de tipos de llamados es pequeña o nula. En concordancia con esto, los tordos sargento emiten siete tipos de llamados cuando defienden los nidos ―uno compartido por ambos sexos, cuatro exclusivos de los machos y dos exclusivos de las hembras―, mientras que las especies monógamas no emplean más de dos. Asimismo, los machos articulan una mayor cantidad de tipos de llamados ―cinco― que las hembras ―tres― cuando defienden sus nidos.
Los tipos de llamados parecen ser intercambiables y la mayoría de ellos son utilizados tanto ante perturbaciones poco inquietantes como ante otras altamente amenazadoras. Las hembras suelen dar más llamados de alarma que los machos en presencia de depredadores, y los machos son más agresivos que las hembras en cuanto a la defensa activa de los nidos. Un determinado tipo de llamado de alarma de las hembras provoca que los polluelos que piden alimento guarden silencio y se agachen en el nido.
Además de la canción, los machos presentan una variedad de llamados breves ―siete en un estudio en el Columbia National Wildlife Refuge, centro-sur de Washington―, con duraciones de entre 1/20 y un tercio de segundo, que son emitidos de manera altamente repetitiva, pues articulan un tipo de llamado muchas veces antes de pasar a otro. Durante las horas de la mañana, estos llamados son típicamente proferidos entremezclados con canciones. Más tarde en el día, a menudo los emiten sin la interrupción de las canciones. Los llamados son articulados repetidamente durante todo tipo de actividades, tanto dentro como en las cercanías del territorio, y los machos rara vez guardan silencio durante un minuto en la temporada reproductiva; el tordo sargento constituye una especie inusual en estos aspectos. Tienden a proferir los mismos tipos de llamados que sus vecinos y cambian de llamado para adecuarse a los cambios de estos. Los diferentes tipos de llamados no están asociados a contextos comportamentales particulares. Por el contrario, los tordos sargento manejan un sistema de alerta acústico general que consiste en emitir llamados repetitivamente y cambiar de tipo de llamado cuando detectan un cambio ambiental como la presencia de un depredador. La comunicación se produce entonces principalmente a través del pasaje de un tipo de llamado a otro y no por medio de llamados específicos suscitados por estímulos particulares.
El llamado más común tanto en machos como en hembras es el chec. Otros llamados del macho incluyen un chiir o piit silbado, un siit, un chac y un cat. Las hembras pueden emitir un corto castañeteo o un grito agudo. El llamado precopulatorio ―ti-ti-ti― es utilizado por ambos sexos.
Cuando uno se acerca al sitio del nido, el macho se echa a volar y comienza a emitir un shiip; shiip; shiip; shiip, cada llamado separado del siguiente por un intervalo. A medida que su exaltación se incrementa, un largo ziiit es interpolado irregularmente de la siguiente manera: shiip; shiip; shiip; shiip; ziiit; shiip; shiip; shiip; ziiit; shiip; shiip; ziiit, etc., mientras el ave se mantiene suspendida en el aire con un rápido batimiento de alas directamente sobre la cabeza de uno y arremete una y otra vez acercándose aún más al invasor. La hembra, que entonces abandonará su percha entre las totoras, presenta una llamado similar pero menos áspero que el shiip del macho y también emite una serie de notas mucho más veloz y de diferente tono: chip-chip-chip-chip; chip-chip-chip-chip-chip.

### Direccionalidad de las vocalizaciones de los machos

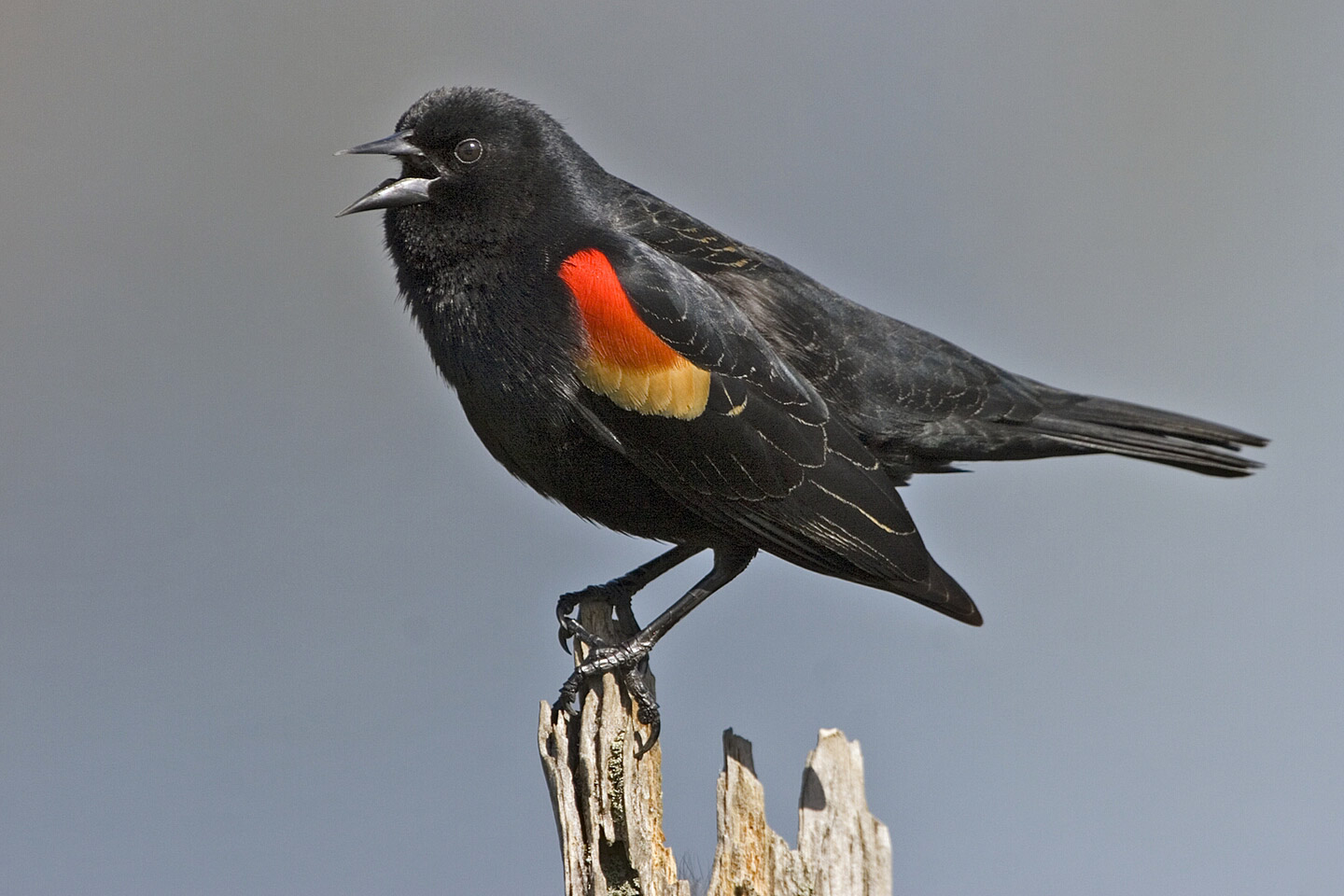
Macho emitiendo una vocalización.

La canción es empleada tanto para la defensa del territorio como para inducir a las hembras a cortejar y copular. Durante la temporada reproductiva, la canción del macho suele ir acompañada de exhibiciones visuales. Los machos utilizan estas canciones tanto en interacciones directas con otros machos y hembras como para atraer compañeras y definir sus territorios. El llamado precopulatorio ―ti-ti-ti― es utilizado durante el cortejo y a menudo va acompañado por exhibiciones en las que el macho adopta una postura agachada. Este llamado lleva a las hembras receptivas a adoptar posturas de solicitación de cópula.
Los machos territoriales emiten varias vocalizaciones que suenan como chec casi continuamente durante la temporada reproductiva. Los machos suelen hacer coincidir sus llamados con los de sus vecinos y producen señales de alarma al cambiar entre tipos de llamados. De manera similar, el llamado chiir es empleado como señal de alarma general, aunque también puede indicar la presencia de depredadores en particular como halcones. El llamado t’chit es estructuralmente similar a los llamados chec, pero se ha observado que en algunas poblaciones los machos solo emiten este llamado antes y después de persecuciones de cortejo a las hembras.
Las vocalizaciones más acústicamente omnidireccionales del tordo sargento macho son aquellas empleadas para advertir del peligro a sus congéneres ―los chec y los chiir, que presentan una direccionalidad relativamente baja y aproximadamente igual entre sí―, mientras que las más direccionales son las que se utilizan durante el cortejo y solicitación de cópula ―en orden de direccionalidad decreciente, el llamado t’chit, los llamados precopulatorios y la canción ouc-a-lii―. Cabe destacar que la canción ouc-a-lii exhibe una direccionalidad intermedia entre los llamados de alerta y las otras vocalizaciones que evolucionaron en respuesta a la selección sexual, lo cual guarda coherencia con el hecho de que dicha canción sea empleada tanto en interacciones directas como a modo de anuncio. La direccionalidad de las vocalizaciones de esta especie ha sido modelada por la selección para favorecer una comunicación efectiva.

## Hormonas y comportamiento de los machos
La frecuencia de encuentros agresivos, persecuciones sexuales, exposiciones de las manchas alares al cantar y vuelos dentro del territorio está positivamente relacionada con los niveles de testosterona en los machos, lo que sugiere un rol importante de esta hormona en la suscitación del comportamiento agresivo masculino en el tordo sargento. En un estudio en Indiana, tanto los niveles de testosterona como los de corticosterona aumentaban en la primera parte de la temporada reproductiva, culminaban cuando las primeras hembras se volvían receptivas y disminuían a lo largo del resto de la época de reproducción. En la parte tardía de la temporada reproductiva, la presencia de una hembra receptiva inducía un incremento en los niveles de testosterona de los machos. Cuando una hembra receptiva estaba presente en el territorio de un macho, los niveles de testosterona de este se encontraban negativamente relacionados con la fecha. Es posible que los machos respondan menos enérgicamente ante hembras receptivas ya avanzada la temporada reproductiva cuando los beneficios asociados a la protección de los polluelos y a las cópulas fuera de la pareja decrecen.